# Janus Basket Fabriano
La Janus Basket Fabriano ssdrl, nota anche come Ristopro Fabriano per motivi di sponsorizzazione, è la principale società di pallacanestro maschile di Fabriano, in provincia di Ancona.
La società nasce nel 2008 con il nome di Asd Blues Basket, per volontà di Mario Di Salvo per riempire il vuoto del Fabriano Basket che 
ha avuto un passato in Serie A, in cui ha militato per sette campionati, a seguito della rinuncia alla Legadue, cedendo il titolo sportivo a Roseto.
Nel 2008 viene iscritta al campionato di Prima Divisione
Nel 2011 nasce il progetto "Janus Basket Fabriano".
Nel 2020-21 la squadra milita in serie B, da aprile 2021 gioca al PalaCarifac di Cerreto d'Esi a seguito dell'inagibilità del PalaGuerrieri. Il 23 giugno 2021, vincendo gara 5 della finale playoff contro la Gesteco Cividale, Fabriano torna in serie A2, dopo 13 anni.

## Storia

### Le origini

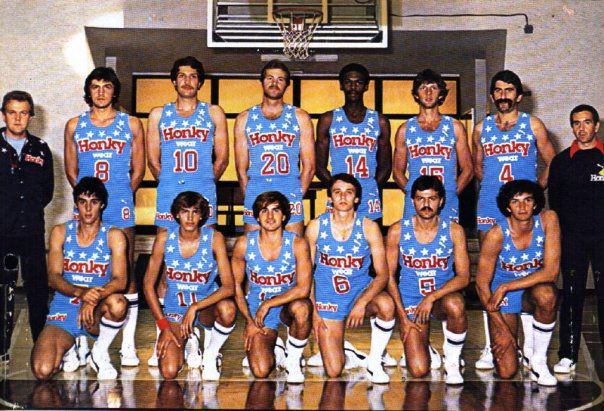
La squadra del debutto in A2, stagione 1979-80.

Fondato nel 1966, è approdato in Serie A2 nel 1979-80. Con Alberto Bucci in panchina ha atteso appena tre stagioni per la promozione in Serie A1, giunta al termine della stagione 1981-82.
Da allora ha disputato sette campionati nella massima serie, salvandosi nel 1982-83, nel 1983-84 e nel 2001-02.
Dal 2003-04 disputa la LegADue. Nel 2006-07 ha terminato al decimo posto, sfiorando i play-off.
Nella Legadue FIP 2007-2008 si salva, classificandosi al 13º posto al termine della regular season. Il 10 giugno 2008, il presidente Federico Mellone annuncia la cessione del titolo sportivo a Roseto, in quanto non vi erano le condizioni economiche per affrontare un nuovo campionato.

### La rinascita
Nell'estate del 2008 la Società viene rifondata come Asd Blues Fabriano ed iscritta in Prima Divisione, dove nel 2008-09 vince i playoff e viene promossa in Promozione, dove nel 2009-2010 sfiora l'accesso ai Playoff, e poi successivamente viene ripescata in serie D dove nel 2010-2011 raggiunge i playoff ma viene sconfitta dalla favorita Cermignano (che poi sarà promossa in serie C regionale).

### Il progetto Janus Basket Fabriano
Nell’estate del 2011 nasce il progetto chiamato “Janus Basket Fabriano“. 
Il presidente Mario Di Salvo, decide di dar vita ad un’organizzazione oculata e strutturata, grazie all’arrivo in società delle fondamentali figure di Simone Lupacchini, Massimiliano Gasparrini ed Andrea Silvestrini, già da anni attivi ad ottimi livelli regionali con le società Olimpia Basket Fabriano e Honky Fabriano.
Per la stagione 2011/2012 la nuova compagine, ancora con la denominazione Blues, decide di ripartire dalla Promozione, campionato che vedrà la squadra classificarsi al vertice, conquistando la Serie D in maniera tanto netta quanto meritata. 
Nella stagione successiva (2012/2013), viene inaugurato il nome “Janus Basket Fabriano” e il team si presenta ai nastri di partenza della Serie D come neopromossa, ma anche come squadra da battere, ampliando il CDA con l’arrivo di Paolo Fantini, proveniente dalle esperienze targate “53rd Fabriano” e “Basket School Fabriano”. Con coach Lupacchini in panchina, la squadra raggiunge 30 vittorie in altrettante partite ed il successo nella finale di Senigallia contro il Campetto Ancona, che sancisce l’ascesa nella serie C2.
Nel 2013-14 vi è il ritorno al PalaGuerrieri (a seguito della rinuncia della Spider) e la stagione si conclude ai vertici della classifica, ma la Janus perderà la finale playoff contro Pedaso. Gli oltre 1000 spettatori al Palais testimonieranno la crescente simbiosi con la squadra.
Il 2014/2015 segna un’altra importante svolta con Simone Lupacchini che decide di abbandonare la panchina per dedicarsi a tempo pieno al ruolo di Direttore Sportivo. La conduzione tecnica viene assegnata ai coach Luciano Bolzonetti e Christian Rapanotti nel torneo di C Regionale. Per quanto la formula del campionato possa offrire pochi stimoli (con ben dieci posti assicurati nella nuova C Unica), viene a crearsi un gruppo forte e coeso che raggiungerà la vittoria finale del torneo classificandosi al primo posto, dopo la vittoria nella gara del 24 maggio contro Fossombrone, il rivale per eccellenza di quella stagione.

### La serie C
Nella stagione 2015/2016, con la guida tecnica confermata, si affronta la prima avventura nella nuova Serie C Silver unificata, con l’arrivo di giocatori di esperienza come Luca Usberti e Sergio Quercia e i due americani Bo Franklin e Stevie Taylor. Ancora una volta l’annata è positiva, con la Janus che termina la propria fase regionale al secondo posto in classifica, piazzamento che consegna il pass alla Fase Nazionale per la promozione in Serie B. Non saranno molto fortunati gli scontri successivi, con tante sconfitte al fotofinish contro le compagini di Firenze, Sestu e Sarzana.
Nel 2016/2017 arriva la svolta: la dirigenza decide di cambiare, dando vita ad un progetto che possa maggiormente coinvolgere ed aggregare anche le altre importanti realtà cestistiche cittadine. Avviene così la sinergia con la Basket School Fabriano, nata per consolidare ed incrementare il movimento fabrianese, a partire dalla base del settore giovanile. Viene chiamato alla guida coach Daniele Aniello, proveniente dall’Ascoli Basket. Insieme a lui il fido portoghese Nuno Tavares ed il fabrianese Fabio Panzini. La squadra allestita è costruita per far bene in campionato ma in un’ottica di graduale crescita che possa portare alla salita al piano superiore nel giro di diversi anni. Quello che si crea è però un gruppo granitico che non viene minimamente scalfito da nessuna difficoltà o infortunio. Il 18 giugno 2017 al Palaterme di Montecatini, con oltre 250 persone unite nei colori biancoblu, Fabriano festeggia una promozione in Serie B che ridà fiato alla passione di una città e di un amore mai dimenticato.

### La serie B
Nella stagione 2017/2018 avviene il debutto nel campionato nazionale di Serie B, sofferta da un punto di vista dei risultati ma in cui viene raggiunto l’obiettivo fissato ad inizio stagione, quello del mantenimento della categoria tramite la serie play-out contro l’UDAS Cerignola, con la decisiva Gara2 di Recanati (Janus costretta ad emigrare, vista la squalifica del PalaGuerrieri) con un PalaCingolani tinto di blu a spingere i ragazzi di coach Fantozzi, coadiuvato dai vice Fabio Panzini e Massimiliano Milli alla vittoria finale. Il successo più grande è stato rivedere il PalaGuerrieri pieno e traboccante di passione per la squadra della propria città.
Nel successivo campionato di Serie B (2018/19), la conferma in panchina di Coach Fantozzi e l’arrivo di Orazio Cutugno come vice, oltre alle firme di colossi della categoria come Emiliano Paparella e Nicolò Gatti. La compagine biancoblu disputa un campionato eccellente, chiudendo al terzo posto ma finisce la sua cavalcata al primo turno di play-off contro Napoli.
Nella stagione 2019/20 l’arrivo di coach Lorenzo Pansa. Con l’allenatore piemontese avviene una vera e propria rivoluzione: del roster dell’anno prima non rimane nessuno, ma firmano giocatori del calibro di Luca Garri e Daniele Merletto. Alla vigilia dell’inizio del campionato il pubblico è in fibrillazione, poiché gli storici rivali dell’Aurora Jesi tornano in Serie B e il profumo di Derby è già nell’aria, oltre alla vista di una squadra e uno staff tecnico di alto livello. La squadra disputa un campionato quasi perfetto, battagliando per il primo posto con la corazzata Tramec Cento, arrivando a perdere solamente quattro partite. La favola, però, viene interrotta dall’epidemia di Coronavirus, che interrompe forzatamente le attività sportive e non, lasciando l’amaro in bocca a tutto il popolo biancoblu, che già assaporava un bel finale di stagione. 
Nella stagione 2020-2021 nella prima fase si classifica prima con 11 vittorie e 3 sconfitte, nella seconda fase deve subire uno stop di un mese a causa del coronavirus e recuperare le 4 partite mancanti in un "tour de force" nella prima metà di maggio. Dopo il recupero di mercoledì 5 maggio, è matematicamente prima in classifica, e non ha alcun interesse a vincere la partita di recupero a Monfalcone contro la Pontoni Falconstar, dove perde (schierando le "seconde linee" per non rischiare i migliori in vista dei playoff), facendo salvare proprio la squadra Monfalconese ai danni di Mestre che deve quindi svolgere i playout (si salverà). Ai playoff la squadra fabrianese si scontra con il Partenope Sant' Antimo PSA e perde in casa (72-80) la prima partita della serie. Stravince poi la seconda partita (99-70) e si reca in Campania per le altre due partite. Il 21 maggio vince la prima espugnando il PalaPuca (86-78) portandosi sul 2-1 nella serie, il 23 maggio vince ancora (76-67) e si qualifica per le semifinali contro la Rucker San Vendemiano. In casa perde malamente la prima partita (50-64) e poi di poco la seconda (81-84). Poi vince la terza e quarta partita a San Vendemiano (80-70 e 69-63) e si porta alla quinta partita del 9 giugno al PalaCarifac, partita che vince (68-62) qualificandosi per la finale con il UEB Gesteco Cividale. La serie finale comincia il 13 giugno con una sonora vittoria (81-58) della Ristopro, che si ripete il 15 giugno (86-57), mentre perde di poco la terza e quarta partita a Cividale (65-62 e 73-69) e vince la quinta partita (69-52) al Palacarifac per il ritorno in A2 (dopo 13 anni) tra il tripudio del pubblico ed i successivi festeggiamenti in piazza.

### La serie A2
La stagione 2021-22 in serie A2 (girone rosso) vede un inizio difficile (4 sconfitte) e la prima vittoria al 31 ottobre a San Giobbe, seguita dalla vittoria contro Ferrara. Le partite successive sono ancora delle sconfitte, e la squadra arriva alla pausa natalizia come ultima, con 4 punti. La stagione terminerà con la retrocessione in serie B , al termine di una stagione contrassegnata da 4vittorie e 26 sconfitte

### Stagione 2022/2023
La stagione successiva, dopo un'estate contrassegnata da un periodo di riflessione circa la volontà di iscriversi al successivo campionato di serie B, vede una modifica sostanziale del roster e dei quadri tecnici . Daniele Aniello , dopo il successo nel campionato di serie D con la squadra di sviluppo dei Bad Boys e dopo un anno interamente dedicato alla guida del settore giovanile, torna in qualità di capo allenatore di una squadra che avrà il difficile compito di riportare un entusiasmo scemato dopo la dolorosa retrocessione della stagione scorsa e dalle difficoltà non ancora risolte legate all'indisponibilità del PalaGuerrieri.  Il campo di gioco torna ad essere quello di Cerreto D'Esi e il mercato estivo è contraddistinto da due ritorni importanti : Nicolas Stanic , da sempre legato affettivamente alla città di Fabriano, decide di tornare per essere leader e guida in campo della nuova squadra, insieme a Francesco Papa protagonista della promozione di 2 stagioni prima, che viene eletto capitano . Insieme a loro si aggiungono le qualità di Simone Centanni, in uscita dalla squadra della sua città, Ancona, oltre a Patrizio Verri, avversario della Janus nella serie di semifinale playoff con la maglia di San Vendemiano.  Si aggiungono le qualità di un giocatore in forte crescita nella categoria come Andrea Petracca e l'esperienza sotto canestro di Yande Fall , da anni uno dei migliori rimbalzisti del campionato. Unico superstite il classe 2002 Gianmarco Gulini, con il roster completato da due under in cerca della loro consacrazione come Riccardo Azzano e Alessandro Gianoli, a cui i giovani fabrianesi Alex Carsetti, Francesco Stazi, Tommaso Patrizi e Daniel Onesta andranno a completare il roster a disposizione dello staff tecnico , anch'esso oggetto di profondo restlying con l'arrivo come assistant coach di Francesco Olivieri, proveniente dai quadri tecnici di Umbertide, e dei giovani coach fabrianesi Elia Rossi e Matteo Petrucci. 
Dopo un inizio a strappi, con 2 vittorie e 2 sconfitte nelle prime quattro giornate, vede una Janus lanciata e consolidata nelle posizioni di vertice , con vittorie colte in serie , tra cui spicca la vittoria sul campo della capolista, e grande favorita per la vittoria finale, Sebastiani Rieti , finora unica sconfitta in campionato registrata dalla compagine teatina. Il cammino della squadra , protagonista di una stagione vincente, vede la Janus Basket classificarsi al 3º posto del girone B . Tale piazzamento oltre a consegnare la certezza della partecipazione al campionato di serie B unica della stagione 2023/2024 , determina la partecipazione ai playoff promozione. Avversario del 1º turno è la forte compagine di Roseto degli Abruzzi. La Janus fin dall'inizio della serie si dimostra superiore in carattere e spirito , oltre che tatticamente e tecnicamente, ai quotati avversari violando per due volte consecutive il campo del PalaMaggetti. Gara 3 disputatasi al PalaChemiba vede una Roseto sempre ampiamente in testa , con la Janus che nel frattempo subisce anche il grave infortunio di Andrea Petracca che terminerà anzitempo la sua positiva stagione. Sotto anche di 26 lunghezze, la Janus compie una rimonta prodigiosa, fallendo a 20" dal termine il tiro del possibile sorpasso. Roseto accorcia le distanze ma solo due giorni dopo, la Janus sfodera una prova di concreta e coraggiosa che mette al tappeto definitivamente la compagine abruzzese , tra il tripudio del pubblico locale. Immagine simbolica è l'abbraccio di capitan Papa a coach Aniello , guida di un gruppo che sarà ribattezzato dai supporter fabrianesi come quello degli " Indimenticabili".
Il passaggio del turno significa disputare la finale del tabellone Playoff ,la cui vincente sarà ammessa agli spareggi finali di Ferrara, contro la Luiss Roma. Una compagine con un roster lungo che fa dell'intensità e del suo campo ,ai limiti del regolamento, le sue armi più importanti. Anche in questo caso il grande cuore Janus non tradisce. Gara 1 viene persa a Roma al fotofinish, con i fabrianesi che possono recriminare per non aver saputo capitalizzare il proprio vantaggio nelle battute finali. Ovviamente a distanza di due giorni , i tifosi fabrianesi possono festeggiare una nuova impresa dato che viene sbancato per la prima volta in stagione il campo del minuscolo PalaLuiss. 
Nonostante un roster ridotto ai minimi termini , la Janus riuscirà a far valere il fattore campo in gara 3 con una vittoria ancora al fotofinish . Gara 4 è l'occasione per chiudere la serie ma questa volta la lunghezza del roster capitolino e le maggiori energie hanno la meglio, con la serie che tornerà nella capitale per la decisiva gara 5. Gara 5 vede i padroni di casa sempre in testa, ma ancora una volta i coraggiosi ospiti con ogni residuo di energia resteranno sempre a breve distanza , perdendo solamente nei possessi finali con il finale di 71-69 . La Luiss avrà poi il merito di essere promossa in A2 dopo gli spareggi di Ferrara ma per la Janus la consapevolezza di aver disputato una stagione straordinaria. 
L'estate porterà poi la partenza verso altri lidi di alcuni dei protagonisti più importanti , in particolare di quasi tutto lo staff tecnico e del D.G. Paolo Fantini , uno degli artefici nel corso degli 11 anni trascorsi della grande scalata del club fabrianese.

## Cestisti
- Ndjadi Kingombe 2002-2003
- Rodney Monroe
- Gundars Vētra
- Luca Garri
- Bob McAdoo
- Mark Crow
- Larry Spriggs
- Chandler Thompson
- Drew Nicholas
- Trent Whiting
- Ira Clark
- Corrado Fumagalli
- Simone Centanni
- Sylvere Bryan
- Giorgio Sgobba
- Matteo Negri
- Marcel Ramon Ponickwar de Souza

## Roster 2022-2023
Aggiornato al 1º marzo 2023.
| Ristopro Fabriano 2022-2023 | Ristopro Fabriano 2022-2023 |
| Giocatori                   | Staff tecnico               |
| --------------------------- | --------------------------- |

| N. | Naz.                 | Ruolo | Nome               | Anno | Alt.   | Peso  |  |
| -- | -------------------- | ----- | ------------------ | ---- | ------ | ----- |  |
| 7  | Argentina (bandiera) | PG    | Nicolas Stanic     | 1984 | 182 cm | 80 kg |  |
| 6  | Italia (bandiera)    | G     | Simone Centanni    | 1991 | 185 cm | 75 kg |  |
| 8  | Senegal (bandiera)   | C     | Yande Fall         | 1990 | 199 cm | 90 kg |  |
| 9  | Italia (bandiera)    | AP    | Patrizio Verri     | 1988 | 197 cm | 88 kg |  |
| 3  | Italia (bandiera)    | AG    | Francesco Papa     | 1995 | 198 cm | 90 kg |  |
| 20 | Italia (bandiera)    | P     | Gianmarco Gulini   | 2002 | 189 cm | 80 kg |  |
| 14 | Italia (bandiera)    | AG    | Andrea Petracca    | 1997 | 197 cm | 97 kg |  |
| 33 | Italia (bandiera)    | AP    | Riccardo Azzano    | 2002 | 192 cm | 95 kg |  |
| 15 | Italia (bandiera)    | C     | Alessandro Gianoli | 2003 | 205 cm | 95 kg |  |

| Allenatore                                                                       |
| - Daniele Aniello                                                                |
| Assistente/i                                                                     |
| - Francesco Olivieri Legenda - (C) Capitano - (IN) Inattivo - Infortunato Roster |

### Organigramma societario
Aggiornato al 15 settembre 2021.
- Presidente: Mario Di Salvo
- Direttore Generale: Paolo Fantini
- Direttore Sportivo: Simone Lupacchini
- Responsabile Amministrativo: Andrea Silvestrini
- Responsabile Organizzativo: Gianluca Merloni
- Assistente Organizzativo: Carlo Eutizi
- Responsabile Statistiche: Massimiliano Gasparrini

- Allenatore: Daniele Aniello
- Assistenti: Francesco Olivieri, Elia Rossi, Matteo Petrucci
- Preparatore Atletico: Luca Franco
- Medico Sociale: Maicol Onesta
- Massaggiatori: Matteo Franzoni
- Osteopata: Jacopo Taruschio